# Emil Wilhelm Becker
Emil Wilhelm Becker (cu numele complet Emil Wilhem August von Becker), (n. 7 iulie 1881, București, România – d. 1952) a fost artist plastic și arhitect român și sculptorul Casei Regale a României.

## Biografie
Familia Becker se trage din Germania, unde i se cunosc strămoșii până în secolul al XVII-lea. Străbunicul lui Emil, un faimos gravor, a fost rugat de țarul Rusiei, Petru cel Mare, să-i facă o serie de bijuterii.

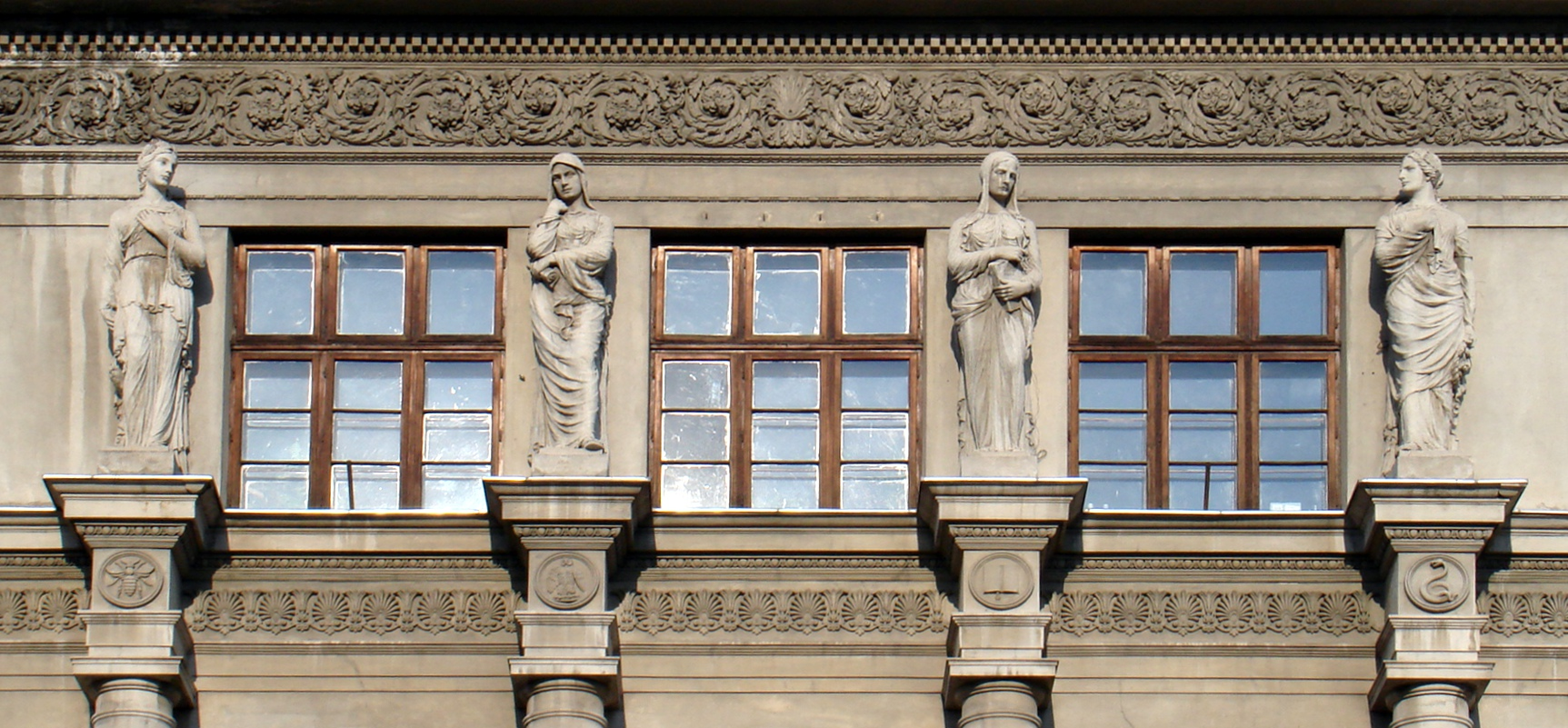
Cele patru muze de pe fațada Palatului Universității din București

Urmașul lui Filip, August Becker, născut la Hamburg, care era și el un renumit gravor și modelator în metal, a venit în România în jur de 1875, invitat de regele Carol I pentru a restaura ornamentele de plumb ale Mănăstirii Curtea de Argeș. August a avut un fiu, Emil Wilhem August von Becker, care avea să devină, peste ani, artist plastic și sculptor al Casei Regale.
Emil Wilhelm August von Becker, al treilea copil al soților August von Becker și Anna Popper, s-a născut pe 7 iulie 1881 la București, în Mahalaua Manea Brutaru (azi Calea Griviței). A fost botezat în confesiunea protestantă precum părinții săi, nașa sa fiind contesa Marie von Adlersflugel, domnișoară de companie a Reginei Elisabeta, alături de familia Redewige.
Tânărul Emil a urmat cursurile Școlii Germane evanghelice din București, la 18 ani fiind un veritabil poliglot, vorbind germana, franceza, engleza și italiana. Limba română era vorbită în mod firesc.
A devenit apoi elev al maestrului Ion Georgescu, directorul Școlii de Belle-Arte, supranumit și „părintele sculpturii moderne românești.” Ulterior, timp de un an, și-a continuat ucenicia în atelierul lui Luigi Buzzi și Brida din Milano, către 1902 absolvind Școala de sculptură Breza din Milano. În atelierul lui Ion Georgescu, Emil Wilhelm August a fost remarcat de arhitectul Ion Berindei care-l va trimite la Paris în 1903, la profesorul Sporrer. Un an mai târziu, în 1904, a plecat să studieze la Institutul Regal de Arte din München, unde a studiat sculptura și arhitectura, absolvind în 1906, cu un an mai devreme. Dovada că a fost un student eminent este faptul că numele său a fost gravat pe placa de onoare a Institutului.
În 1921, Emil Wilhelm Becker a fost membru fondator al Sindicatului Artelor Frumoase și ulterior vicepreședinte al acestuia.

## Operă
Prima sa lucrare importantă a fost catapeteasma pentru pavilionul românesc de la Expoziția Universală de la Paris (1900).

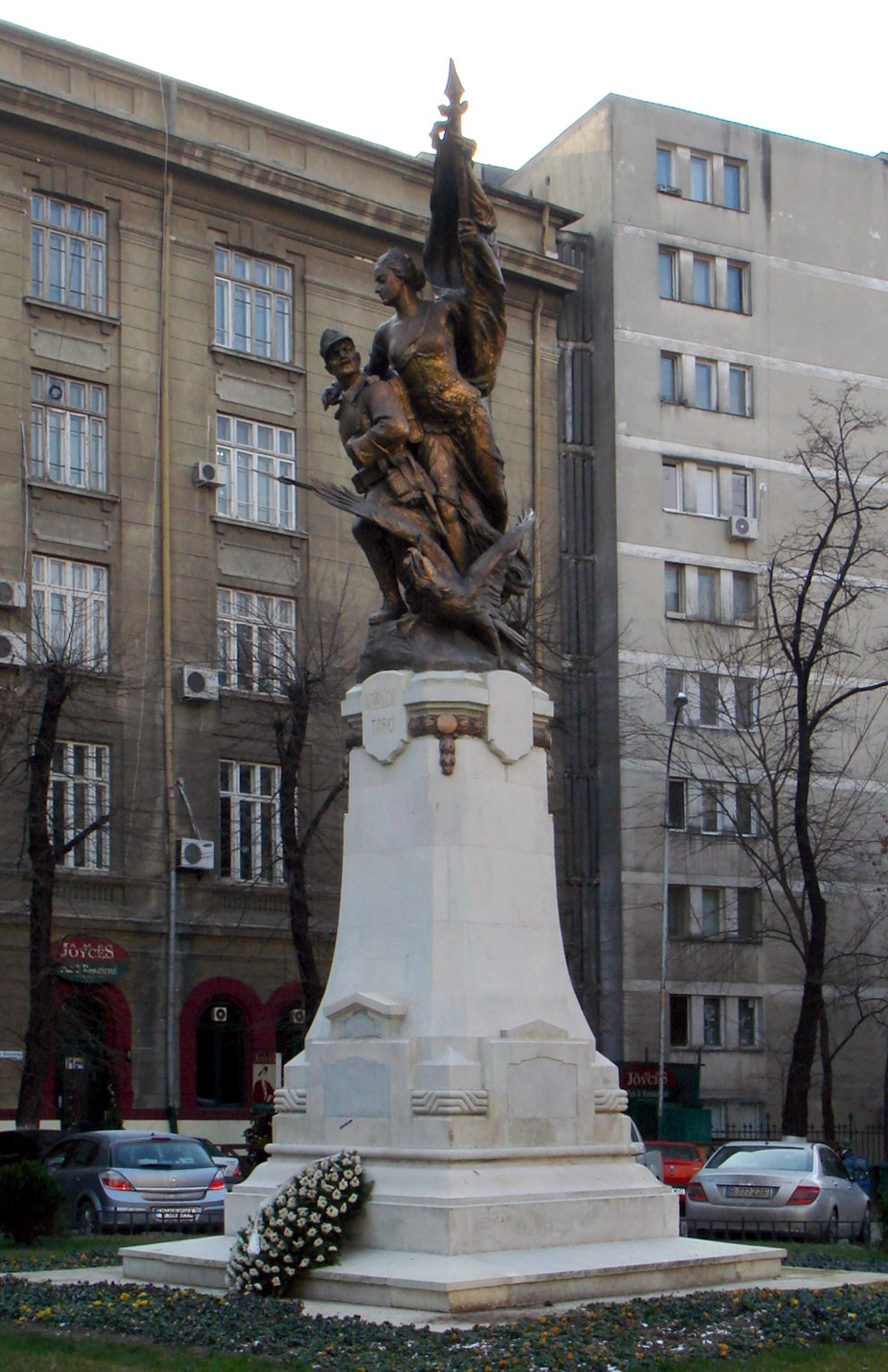
Avântul Ţării

În 1921 a ridicat, împreună cu arhitectul Arghir Culina, monumentul Avântul Țării, care se află și astăzi în Piața Walter Mărăcineanu, în apropierea Grădinii Cișmigiu din București. Lucrarea a fost construită în cinstea eroilor căzuți la datorie în campania din 1913. La origine, sculptura înfățișa trecerea românilor peste Dunăre în Bulgaria.
Basoreliefurile însă, au fost șterse de regimul comunist. De aceea, numele lui Becker nu se mai află pe lucrarea respectivă. Pe piedestalul monumentului, de formă piramidală, cu colțurile rotunjite, realizat din beton armat placat cu travertin de Deva, se află un grup statuar, turnat din bronz, format din două personaje alegorice: o femeie, simbolizând Patria, care ține în mâna dreaptă un drapel fluturând, și un militar român cu arma în mâna dreaptă, prezentat în avântul atacului. La baza grupului statuar se află un vultur din bronz, cu aripile larg întinse. Pe fațada monumentului, într-un medalion, se poate citi inscripția: "Avântul Țării". Monumentul este înscris la poziția 2342 și cu codul  B-III-m-B-20013, în Lista monumentelor istorice actualizată prin ordinul Ministrului Culturii și Cultelor nr. 2314/8 iulie 2004.
De-a lungul anilor, Emil von Becker a creat numeroase lucrări spectaculoase: monumente publice, monumente funerare, statui, clădiri publice și private, cu sculpturi ornamentale, busturi, cavouri, grădini publice sau particulare, medalistică, numismatică, măști mortuare.
O capodoperă realizată de Becker este Mormântul Ostașului Necunoscut din București, închinat memoriei celor căzuți în Primul Război Mondial și amplasat în Parcul Carol I. Acesta a fost vernisat în anul 1923, în fața Palatului Artelor (care, în acea vreme, găzduia Muzeul Militar). Pe vremea lui Gheorghe Gheorghiu-Dej, lucrarea a fost demontată în noaptea de 22 spre 23 decembrie 1958 și a fost strămutată la Mausoleul de la Mărășești, pentru a nu concura cu Monumentul eroilor luptei pentru libertatea poporului și a patriei, pentru socialism. Abia la 25 noiembrie 2006 a avut loc ceremonia readucerii Mormântului Ostașului Necunoscut pe locul său originar, din 1923, pe esplanada din fața actualului Memorial al Eroilor Neamului.

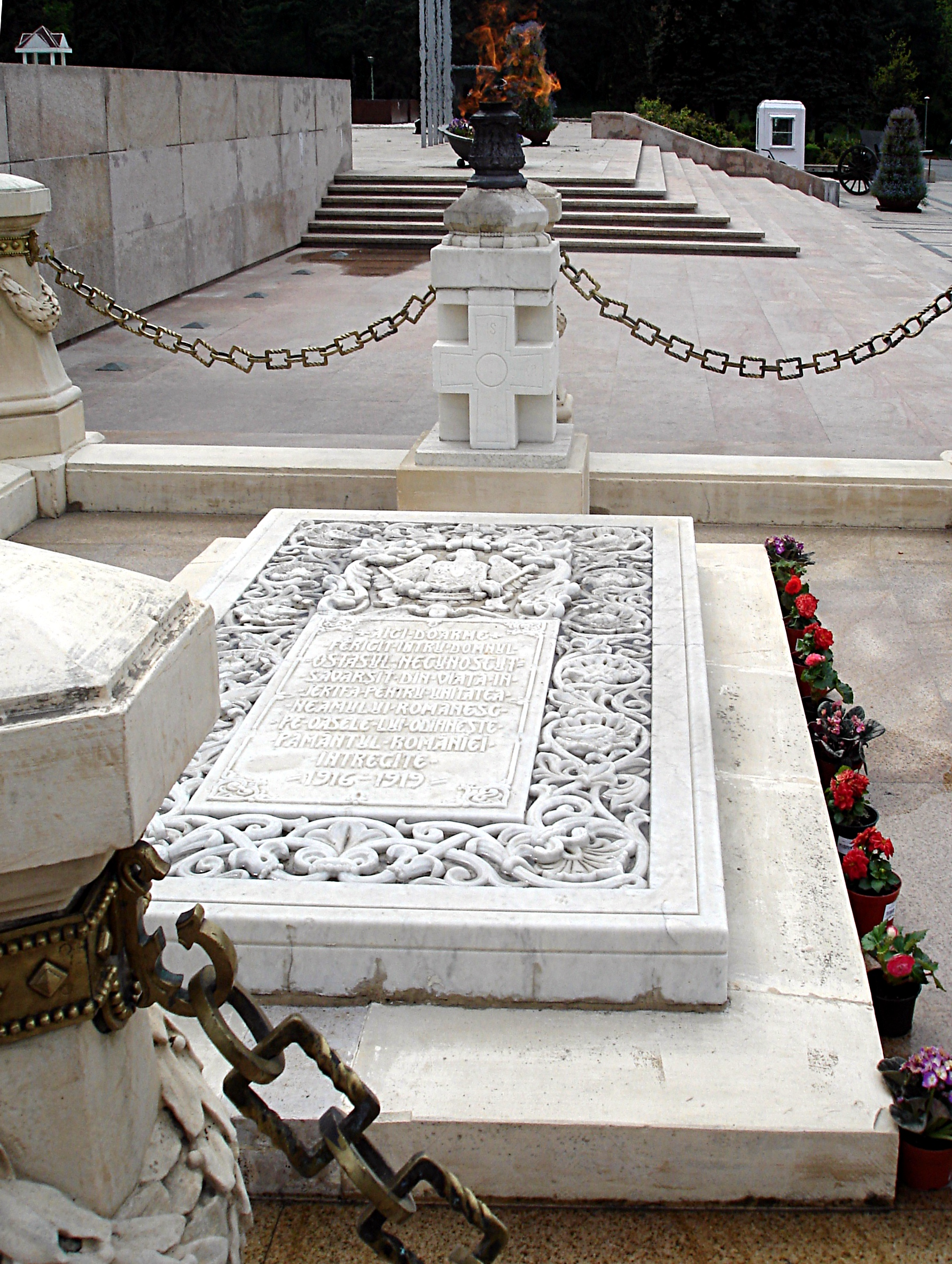
Mormântul Eroului Necunoscut din Parcul Carol I

O altă operă monumentală a fost realizată de Becker în 1922. Este vorba de „Clopotul încoronării” de la Alba-Iulia, un clopot uriaș, cu sunet clar, care a bătut pentru prima dată la încoronarea Regelui Ferdinand I al României și a Reginei Maria a României, primii regi ai României Mari.
Probabil că cea mai importantă lucrare a artistului este contribuția sa la Mausoleul de la Mărășești, pentru care, în anul 1924, Becker a realizat toate sculpturile din capelă și interiorul criptei.
O altă lucrare, cu o semnificație istorică și națională deosebită, este sarcofagul cu pământ românesc, aflat în mausoleul Le Mémorial Interallié de Cointe, ridicat în Belgia, la Liège, în memoria aliaților care au luptat împreună în Primul Război Mondial. Sarcofagul are pe capac o spadă de bronz, gravată cu cei doi ”F”, monograma regelui Ferdinand. Cu această ocazie, Emil Becker a creat și două medalii, reprezentând monumentele și pe cei doi regi: Leopold al III-lea al Belgiei și Carol al II-lea al României.
În aceeași linie, a realizat și Monumentul soldaților căzuți în Primul Război Mondial, ridicat în 1940 la Rădăuți.
Bustul domnitorului Alexandru Dimitrie Ghica, turnat în bronz de Emil Becker în 1934, a fost amplasat în fața primăriei din Alexandria.
În afară de aceste lucrări de artă monumentală, artistul a realizat peste 130 de lucrări, medalii și plachete pe teme istorice, culturale sau militare, fiind și membru al Societății Numismatice Române. Între altele, Emil W. Becker, împreună cu gravorul Gheorghe Chirovici, a realizat în 1935 o plachetă din bronz, de formă dreptunghiulară, cu dimensiune de 81 x 55 mm, pentru a sărbători Centenarul înființării Corpului Pompierilor Militari din România Tot lui Emil Becker îi datorăm ultimul portret al lui Carol al II-lea, prezent pe medalia dedicată comemorării inaugurării digului „Regele Carol al II-lea“ de la Balcic din vara anului 1940.
Cu ocazia reînființării Monetăriei Naționale, în 1935 Emil Becker a modelat un număr de tipuri pentru viitoarele monede românești iar în 1938 a pregătit o nouă serie de modele, mai ingenioase și mai artistice.
A realizat și o serie de măști mortuare, care se păstrează în casa nepoatei lui. Becker a făcut mulaje după figurile unor marcante personalități ale vremii: Ion C. Brătianu, Take Ionescu, Octavian Goga, Ion Gheorghe Duca, Regina Maria, Patriarhul Miron Cristea, pe baza cărora a creat apoi măști mortuare.

Sarcofagul lui Take Ionescu din Mănăstirea Sinaia

Din mâinile sale au ieșit și o serie de monumente funerare, adevărate opere de artă, între care Capela Emil Lahovari din cimitirul Bellu, clădită de arhitectul Emil Schmidt și ornamentată în stil pseudo-antic de Emil W. Becker, însuși. Tot el este autorul monumentului funerar al lui Take Ionescu, de la Mănăstirea Sinaia.
A contribuit și la decorarea unor clădiri reprezentative. Astfel, frontonul care decorează clădirea Camerei Române de Comerț, reprezentând Industria și pe Hermes - zeul comerțului, sculpturile exterioare și interioare ale Palatului Cantacuzino, în prezent Muzeul Național "George Enescu". Becker a făcut sculpturile decorative ale fațadei, a realizat blazonul familiei Cantacuzino, sprijinit de câte un putti, și mai multe grupuri alegorice cu mascheroni, statui, motive antropomorfe, zoomorfe, flori și lujer..
Doctorul legist Nicolae Minovici, care ridicase în 1906 vila Minovici, cunoscută și sub numele de „Vila cu clopoței,” după planurile arhitectului Cristofi Cerkez, l-a angajat pe Emil Becker să ornamenteze clădirea și parcul din jurul ei. Acesta a realizat dantelăriile în piatră care încadrează ferestrele parterului, intrarea în clădire și loggia de la primul etaj, folosind motive decorative de tip Art Nouveau, stil care domina epoca. Motive florale variate se întrepătrund armonios cu motive zoomorfe fantastice, intrarea fiind păzită de doi lei pe a căror capete se sprijină intrarea principală. În același stil, sculptorul a realizat și o bancă de odihnă în apropierea vilei și numeroase tipuri de vase ornamentale pentru flori, care îmbogățeau peisajul aleilor. (O astfel de banchetă sculptată există și în curtea bisericii din Ghencea, de la capătul linei 41).
Tot Emil Becker a făcut și sculpturile și lucrările ornamentale pentru Banca Marmorosch Blank și a contribuit și la fațada Primăriei de verde (azi Primăria sectorului 1), a clădirii Palatului Ministerului Lucrărilor Publice (azi Primăria Capitalei), a Catedralei Ortodoxe a Vadului, Feleacului și Clujului, precum și a Palatului de Justiție din Ploiești (în prezent Palatul Culturii din Ploiești.
O altă lucrare memorabilă o reprezintă grupul de patru statui ce împodobesc fațada clădirii Palatului Universității din București, pentru care a slujit ca model chiar fiica lui, Else. Cele patru muze (Justiția, Filosofia, Știința și Arta) i-au fost comandate de liberali, și terminate în 1929, dar după ce aceștia au pierdut alegerile, lucrarea nu i-a mai fost plătită de către noul guvern național-țărănesc. Și-a primit totuși banii, abia în 1935, după ce liberalii au revenit la putere (Guvernul Gheorghe Tătărăscu (2)).
Bustul domnitorului Alexandru Dimitrie Ghica a fost ridicat întru cinstirea fondatorului orașului Alexandria, Dimitrie Ghica, domnitorul Țării Românești între 1834-1842. Bustul, amplasat în fața Primăriei, a fost turnat de sculptorul Emil Becker în 1934.
Bustul hatmanului Mihăiță Filipescu, personalitate cu un rol important în înființarea orașului, a fost amplasat în fața Primăriei Municipiului Alexandria în 1934.

## Galerie de imagini
Imagini pe Facebook

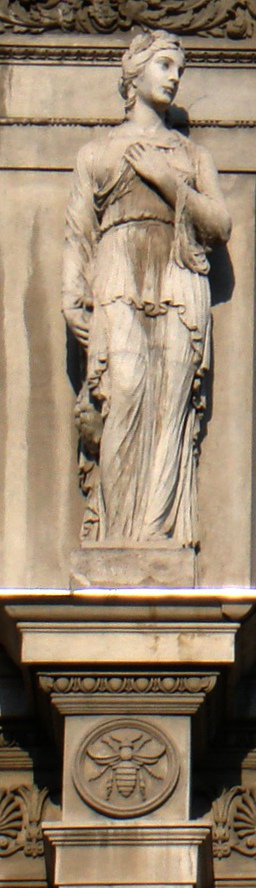
Muza 1
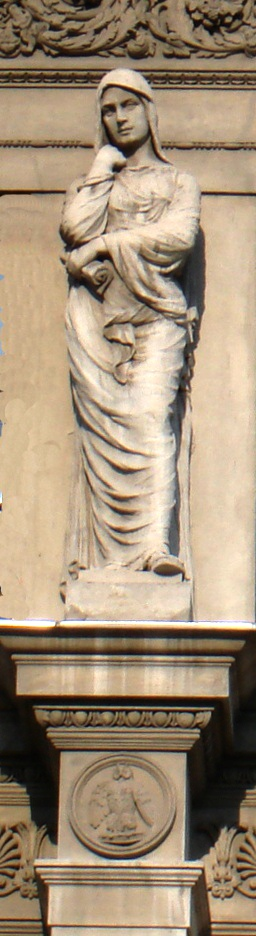
Muza 2
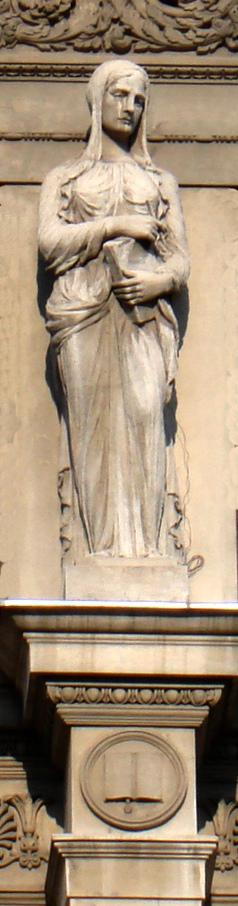
Muza 3
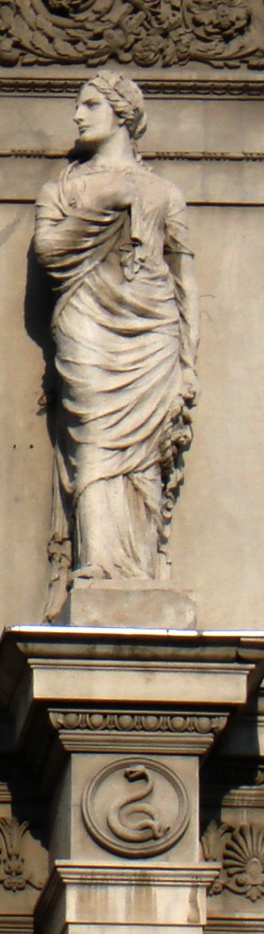
Muza 4
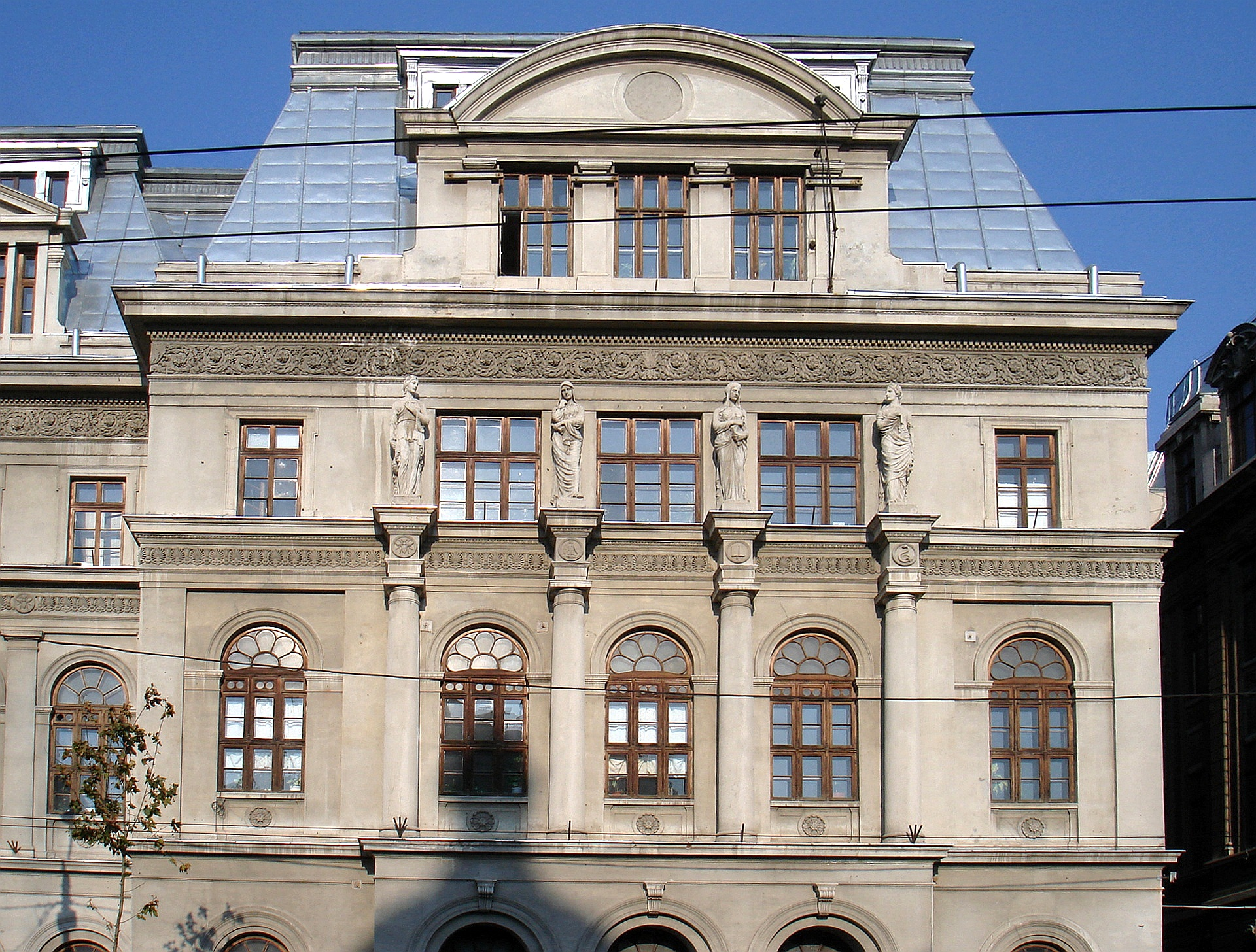
Fațada Universității București cu cele 4 Muze